# Georg Perthes

Georg Clemens Perthes, um 1900

Georg Clemens Perthes (* 17. Januar 1869 in Moers; † 3. Januar 1927 in Arosa) war ein deutscher Chirurg.

## Leben
Georg Clemens Perthes – ein Nachkomme der Gothaer Familie von Friedrich Christoph Perthes, seinem Urgroßvater – verlor früh seine Eltern: sie starben an Tuberkulose, sein Vater war der Lehrer Hermann Friedrich Perthes (1840–1883). Nach seiner Schulzeit in Moers und Bonn studierte er an der Universität Freiburg, der Universität Berlin und der Universität Bonn Medizin. 1887 wurde er Mitglied der Burschenschaft Alemannia Bonn. 1891 wurde er zum Dr. med. promoviert. Danach arbeitete er in Bonn an der Chirurgischen Klinik als Assistent von Friedrich Trendelenburg, mit dem er 1895 nach Leipzig übersiedelte. Hier habilitierte sich Perthes im Jahr 1898.
Perthes nahm 1900 als Militärarzt im Expeditionskorps der Vereinigten acht Staaten gegen den Boxeraufstand in China teil. Nach Deutschland zurückgekehrt, wurde er 1903 außerordentlicher Professor und Direktor der Chirurgischen Poliklinik Leipzig. 1910 wechselte er nach Tübingen. Während des Ersten Weltkriegs war Perthes als Beratender Chirurg tätig. Nach seinem plötzlichen Tod während eines Skiurlaubes erhielt Martin Kirschner als Nachfolger 1927 einen Ruf nach Tübingen. Zu seinem Freundeskreis gehörte der Münchner Chirurg Ferdinand Sauerbruch.
1910 beschrieb Perthes den nach ihm benannten Morbus Perthes, eine Nekrose des Femurkopfes. Auch der Perthes-Test geht auf den Gelehrten zurück. Weitere Schwerpunkte seiner wissenschaftlichen Arbeit waren die Saugbehandlung des Pleuraempyems, die schon die Grundlage seiner Habilitation gebildet hatte, die Plastische Chirurgie insbesondere des Kiefers, die Untersuchung der Fernwirkung von Geschossen und die Entwicklung von Operationstechniken zur Therapie der habituellen Luxation der Kniescheibe, der habituellen Schulterluxation sowie der Sehnentransplantation bei Radialislähmung.
Perthes war auch der erste Arzt, der das Füßebinden radiologisch untersuchte und (um 1903) Karzinome durch Röntgenbestrahlung (mittels sogenannter Röntgentiefentherapie) behandelte. Auf seine Experimente und Überlegungen geht das Prinzip der Strahlenfilterung bei Röntgenanwendungen zurück.
1914 wurde Perthes in die Deutsche Akademie der Naturforscher Leopoldina gewählt.

## Veröffentlichungen
- Briefe aus China. Perthes, Gotha 1903.
- Über den Einfluss der Röntgenstrahlen auf epitheliale Gewebe, insbesondere auf das Carcinom. In: Archiv für klinische Chirurgie. Band 71, 1903, S. 955–1000.
- Über Operationen bei habitueller Schulterluxation. In: Deutsche Zeitschrift für Chirurgie. Band 85, 1906, S. 199–227.
- Verletzungen und Krankheiten der Kiefer (= Deutsche Chirurgie. Band 33a). Stuttgart 1907; 2. Auflage, hrsg. von Eduard Borchers, ebenda 1932.
- Über Arthritis deformans juvenilis. In: Deutsche Zeitschrift für Chirurgie. Band 107, (Leipzig) 1910, S. 111–159.
- Chirurgia externa. In: Handbuch der gesamten Therapie. 4. Auflage. Band 6, Jena 1911.
- Die Chirurgie der Zähne, des Zahnfleisches und der Kiefer. In: Handbuch der praktischen Chirurgie. 4. Auflage. Band 1, Stuttgart 1913; 6. Auflage, mit Oskar Römer, ebenda 1926.
- Stimmen aus den Kriegsjahren. Tübingen 1919.
- Über den Tod. Tübingen 1920; 2. Auflage, Stuttgart 1927.
- Über plastischen Daumenersatz insbesondere bei Verlust des ganzen Daumenstrahles. In: Archiv für orthopädische und Unfall-Chirurgie. Band 19, (München) 1921, 19, S. 198–214.